# طارق جلوز
طارق جلوز (بالإنجليزية: Tarak Jallouz) هو لاعب كرة يد تونسي ولد في سنة 1993 في تونس و يلعب لاعب في فريق الترجي الرياضي التونسي و هو شقيق الاعب المشهور وائل جلوز.